# Otto Roehm
Otto Frederick Roehm (Hamilton, Ontario, Canadà, 2 d'agost de 1882 - Buffalo, Nova York, 1 de maig de 1958) va ser un lluitador estatunidenc que va prendre part en els Jocs Olímpics de Saint Louis de 1904. Tot i néixer al Canadà, el 1888 obtingué la nacionalitat estatunidenca.
De la mateixa manera com en la boxa, els participants de pesos inferiors eren permesos a participar en pesos superiors. Així Roehm va prendre part en dues proves de lluita en aquells Jocs Olímpics. En la categoria del pes wèlter quedà eliminat a semifinals, mentre que en el pes lleuger guanyà la medalla d'or, en superar a la final a Rudolph Tesing.